# Ampithoe brevipes
Ampithoe brevipes är en kräftdjursart. Ampithoe brevipes ingår i släktet Ampithoe och familjen Ampithoidae. Inga underarter finns listade i Catalogue of Life.